# أرا بارتليت
أرا بارتليت (بالإنجليزية: Ara Bartlett)‏ هو محامي وقاضي أمريكي، (و. 1825  م).